# بي إس بي جو
بي إس بي جو (بالإنجليزية: PSP GO)‏، هو جهاز ألعاب فيديو محمول ومستحسن من بلاي ستيشن بورتبل.

## وصلة خارجية
- Official PSP website - UK, US